# Min (bog)
Min je egipatski bog plodnosti i erekcije. Prikazuje se sa crnim licem i krunom. Njegova je majka boginja Izida.